# 美川憲一
美川 憲一（みかわ けんいち、1946年〈昭和21年〉5月15日 - ）は、日本の歌手、俳優、タレント、YouTuber。長野県諏訪市出身。血液型A型。本名は百瀬 由一（ももせ よしかず）。独身。

## 来歴

### 生い立ち
生い立ちは複雑で、母が妻子ある交際相手との間に出産した子供だった。一人で育てていた母が肺結核を患い、2歳の時に伯父母に引き取られた。実の親ではないことを知ったのは中学1年生の時だった。2人の母親を食べさせるために芸能界を目指し、高校を1年で中退し東宝芸能学校に入学。1964年、第17期「大映ニューフェイス」に合格する。なお、1996年に育ての母が死去。2006年に生みの母が死去している。

### 歌手として
古賀政男の指導を受け、1965年「だけどだけどだけど」で歌手デビュー。デビューは青春歌謡路線であり、当時は男装・美少年キャラクターであった。
芸名の「美川」は長野県・愛知県・三重県・岐阜県を流れる木曽川・揖斐川・長良川の3つの美しい川にちなむ。美川自身は長野県出身で2歳から東京に居住し、岐阜とは何の縁もなかった。デビュー当時のプロダクションの担当者が岐阜出身であり、岐阜に由来する芸名を付けられた。「川のように息が長く、美しい歌手であるように」という意味が込められている。
「柳ヶ瀬ブルース」（1966年）が120万枚を売り上げる大ヒットとなり、一躍スターダムへと駆け上がる。青春歌謡路線で売出し中の美川にとってムード歌謡である「柳ヶ瀬ブルース」を歌うことにはかなりの抵抗があった。事務所の社長に断りを入れたところ、「ヒット曲もないくせにふざけるな！」と激怒されたという。ぶっきらぼうに歌っているのは、柳ヶ瀬ブルースが苦手な歌だったからである。しかし、「柳ヶ瀬ブルース」は大ヒットし、その後様々な歌手によって続々と発表されるご当地ソングの元祖となった。「柳ヶ瀬ブルース」は映画化され、美川の映画初出演の作品となった。そしてロングランと成ったこの曲は1970年の第3回日本有線放送大賞特別賞を受賞。
「新潟ブルース」の売上枚数はそれほど多くなかったがカラオケで広く歌われ、リクエストランキング1位を獲得した。
「釧路の夜」がヒットし、45万枚を売り上げた。同曲で1968年『第19回NHK紅白歌合戦』に初出場。なお「釧路の夜」も「柳ヶ瀬ブルース」同様に映画化され、美川も出演した。
ご当地ソングのヒットが続く一方で、1970年にも「みれん町」「大阪の夜」「おんなの朝」と立て続けにヒット曲を出す。「おんなの朝」は30万枚を売り上げるヒット曲となったが、当時のNHKでは「歌詞の内容が過激すぎる」という事で歌唱禁止とされた（2010年時点で解禁）。この他にもNHKで歌唱禁止の歌が複数あったことから「NHK歌唱禁止男」の異名を取る。しかし「おんなの朝」は1971年第4回日本有線放送大賞スター賞・第4回日本作詩大賞大賞を受賞。更には同年11月に発売された「お金をちょうだい」で、当時としては奇抜なタイトルで話題となったが、NHKで再び歌唱禁止とされた。この曲は作詞家の星野哲郎が詩を作り、作曲家の中川博之が後からメロディーをつけ完成した作品であった。完成当初は誰が歌うか決まっておらず、菅原洋一や美空ひばりなどが候補に挙がっていた。そんな中、美川は中川の自宅まで行き「僕に歌わせてください」と直接頼み込み、美川の作品として発売される事になった。
「さそり座の女」が1972年に発売されると9.7万枚を売り上げるヒット曲となり、当時の星占いブームのきっかけとなった。そして1974年『第25回NHK紅白歌合戦』まで7年連続で紅白に出演していたが、「さそり座の女」以降は目立ったヒット曲がなく、以降は紅白落選となり1990年代の復活まで待つことと成る。

### 大麻による逮捕
「駅」が1977年に発売され、ドラマのエンディングに使用されたこともあり、発売後は有線リクエストでも上位にランキングされた。美川にとって久々のヒット曲になるかと言われたが、この年の10月に大麻取締法違反で逮捕されて起訴猶予となり、ヒットに結びつくことはなかった。
1984年に大麻取締法違反で2度目の逮捕。判決は懲役1年6か月、執行猶予3年。大麻事件以降はテレビの出演回数も減り、スナックでの営業や地方の温泉などでの公演が続いた。一時芸名を「美川けん一」に変更したが、事態が好転することはなかった。

### 再起
「ものまねブーム」のさなか、ものまねタレントの第一人者であるコロッケによる美川のマネがうけ、1989年正月に放送された『オールスター爆笑ものまね紅白歌合戦!!』でコロッケと初共演。これは曲の途中でサプライズで登場する「ご本人登場」の第1号であった。この時の出演が大反響を呼び、人気が復活する契機となった。なお、コロッケによる美川のものまねは、美川からコロッケに依頼したものであった。なお、当時はまだ歌手が気軽にバラエティ番組に出る時代ではなく、本人も最初は「何でそんな所に出なきゃいけないのよ」という気持ちだったが、「ひょっとしたら化けるかも」と思い直して出ることにしたという。1990年、ちあきなおみと共演した金鳥「タンスにゴン」のCM中の「もっと端っこ歩きなさいよ」というセリフが話題となった。そして、1991年『第42回NHK紅白歌合戦』で17年ぶりの再出場を果たし、コロッケとのデュエットで「さそり座の女」を披露した。当時は奇跡のカムバックとして話題になり、さらに同年の第28回ゴールデン・アロー賞で特別賞を受賞し、『てんで話にならないわ』を歌唱した。
デビュー25周年記念リサイタルがメルパルクホールにて1990年に開催され、同年に新潟の万代橋の袂に「新潟ブルース」歌碑が建立された。そして翌1991年には柳ケ瀬商店街に「柳ケ瀬ブルース」、1993年には釧路市に「釧路の夜」の歌碑がそれぞれ建立されることとなった。

### 流行語でブレイク
再ブレイク以降は「芸能界のご意見番」などとしてワイドショーやバラエティ番組にしばしば登場し、「オネエキャラ」あるいは「セレブキャラ」「ご意見番」として活躍。美川がバラエティ番組でたびたび発する「おだまり！」が流行語になり、タレントとしての地位を確立。彼の歌声はもちろん、毒舌やトーク聞きたさにコンサートやディナーショーにも、中高年女性を中心とした集客が見込めるタレントとなった。
またNHK紅白歌合戦には、復帰出演の1991年から2009年まで19年連続出場（通算では26回出場）し、小林幸子との派手な衣装対決は大晦日の風物詩であった。
着物ブランド「アるカンスィエル」1997年発売。

### デビュー35周年・シャンソンコンサートも
シャンソンに非常に力を入れており、1999年から毎年シャンソンコンサートを開催している。また、デビュー35周年記念、40周年記念、45周年記念にそれぞれシャンソンアルバムをリリースしている。シャンソンを歌うようになったきっかけは、デビュー当時から親交があり可愛がられていた淡谷のり子から「憲ちゃんの声はこぶしがなく一本調子だからシャンソンに合っている」と勧められ、また美川自身もシャンソンを好んでいたため、20代後半の頃からレコーディングやコンサートで徐々にシャンソンを歌うようになっていった。淡谷からは越路吹雪も紹介され、もともと美川が大ファンだったこともあり、亡くなるまで親交が続いた。
デビュー40周年記念として2004年「納沙布みれん」を発表。同曲はオリコン演歌チャートで6週連続トップ10入り、発売1か月で公称5万枚を売り上げ、当時の演歌としてはヒットとなった。
長崎市の観光名誉大使に2006年11月に任命、翌年2月の長崎ランタンフェスティバルで皇帝パレードに皇帝役で参加。期間中に当時過去最高の92万人が来場した。
アメリカのロサンゼルスに豪邸(コンドミニアム)を2009年に購入した。

### 所属事務所からの独立
25年間所属した芸能事務所エービープロモーションを社員6人とともに独立して、新事務所を設立する事を明らかにした。美川へのギャラや社員の給料の遅配、取引関係への未払いなどから、事務所社長との関係が悪化していたのが原因とされる。2012年9月6日、新曲「金の月」の発売日に会見を開き、エービープロモーションの社長と和解したことを報告するとともに、個人事務所「ABプロ」を2012年10月からスタートさせることを明らかにした。
しかし、エービープローモーションが、東京地方裁判所に専属契約の一方的破棄の債務不履行に基づく損害賠償として美川と「オフィスミカワ（旧ABプロ）」に2億1125万7464円（うち美川個人には1億9349万5103円）を求め提訴したことを同社のホームページで2013年12月12日付け発表。同社の承諾なく独立を断行し、報道機関などに同社の名誉を毀損する発言をした上、独立後も同社の承諾なく「美川憲一」の名称を用いて芸能活動を続け、同社の資産であるステージ衣装、楽譜を持ち出した上に利用して芸能活動を継続していることを理由とした。美川も提訴直後に記者のインタビューに応答。「弁護士に全て一任していてこの件に関しては一切お話しできないの。」と語っている。ただし、同社社長は、芸名が使えなくなることについては否定している。2015年7月16日、東京地方裁判所は原告であるエービープローモーションの請求を棄却する判決を言い渡した。
そんな最中、第57回日本レコード大賞・功労賞を2015年受賞。

### 恩師との別れ・新機軸へ

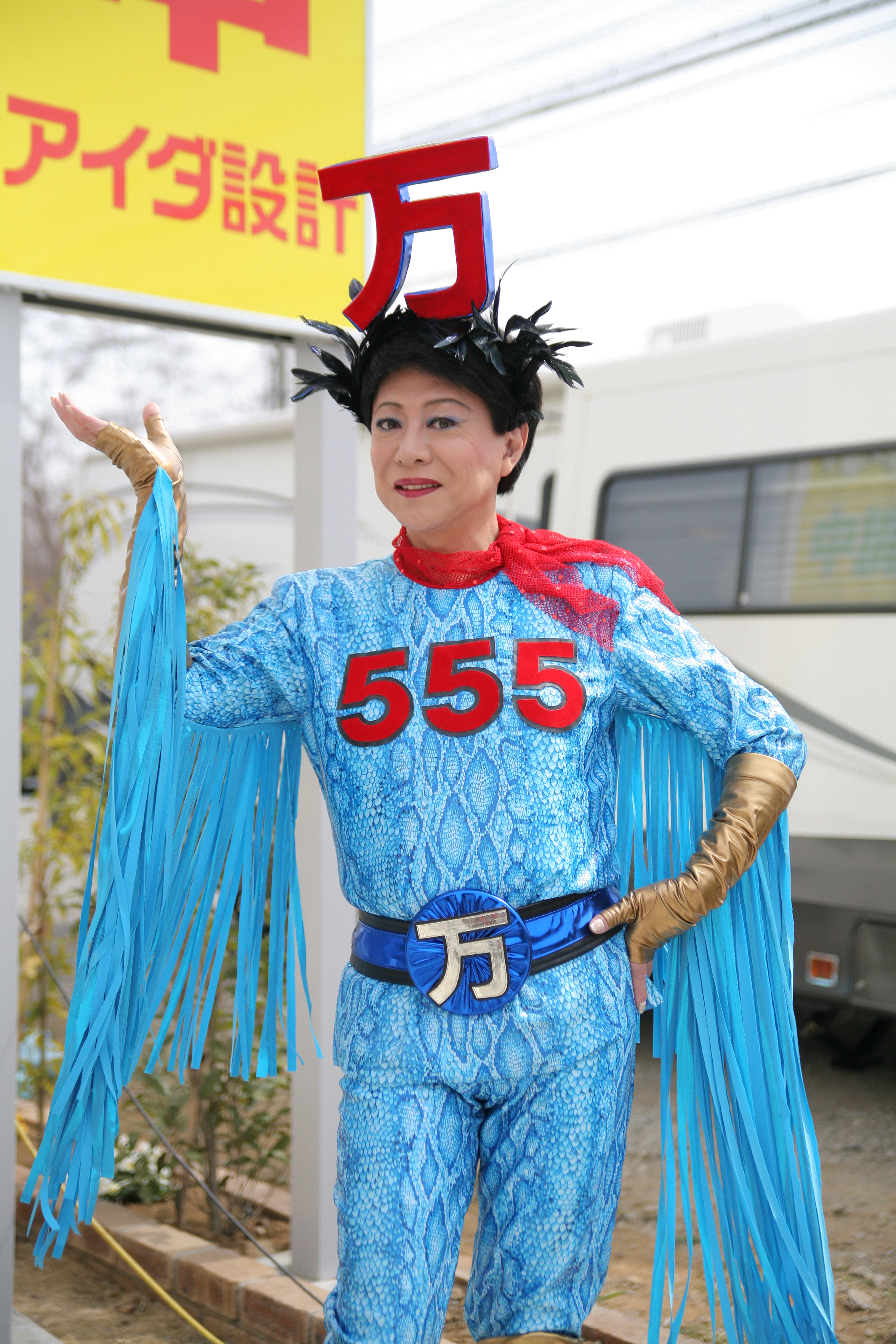
アイダ設計のCMに出演する美川（2014年）

歌手生活50周年を2014年に迎え、中川博之が遺した記念曲『雨がつれ去った恋』は「恩師中川の最後の作品」となった。メロディーは美川の魅力を最大限に生かすもので『さそり座の女』から共に歩んだ美川への強い想いを感じさせるとの評がある。返って反面、2015年には同じクラウン所属のJ−POP三人グループ「クリフエッジ」が7月に発売したアルバム『Oh! ENKA』に収録されている「さそり座の女 feat.美川憲一」にてコラボ。美川が原曲の歌詞を歌いクリフエッジがラップを披露する異色の作品となった。
翌年、地下アイドル「仮面女子」のライブに参戦（2016年4月18日、仮面女子常設劇場P.A.R.M.S）。その際に美川は新ユニット「ミカワ仮面」として彼女等を引きつれ『さそり座の女 feat.仮面女子』というコラボ曲でハイタッチ会にも参加。ロック調な仮面女子アレンジからラップなどが飛び交うこちらも異色な作品に。同年7月25日には神奈川県・由比ヶ浜海岸に夏期限定でオープンしていた海の家ライブハウス・「音霊OTODAMA SEA STUDIO」にて開催された「美川憲一 OTODAMA ONE NIGHT SPECIAL LIVE!」で再びコラボが実現。美川はその年の新曲「吾妻橋で待つ女」、「さそり座の女」、「お金をちょうだい」などを披露し最後には「ミカワ仮面」として共に歌唱した。
初の「米国コンサート」（ロサンゼルス南部の町トーランスのアームストロング劇場）を2017年1月22日開催。
左足関節外果(左踝上の腓骨)を骨折し全治２か月の状態と報じられた。寺尾聰のライブを2018年2月4日に都内で鑑賞した際に、階段で足を踏み外し転倒。翌日、病院で検査し骨折が判明した。7日に約３時間におよぶ手術に挑み成功。この日は新曲「春待ち坂」の発売日であった。10日には退院し直ぐに精力的に活動。同年3月5日「春待ち坂」のPR会見では、車イス姿で現れるも、応答では立って対応した。患部をプレートで固定しており、空路で広島県を訪問した際には「金属探知機が反応するかと思った」と語り場を和ませた。また新曲の「夢につまずき、転んでも」という歌詞と絡めて「自分が転んじゃった」と笑い、記者から「骨折もPRの一環ですか？」と聞かれるが「そんなバカどこにいるのよ」と否定する一方で「しぶとく売るわよ〜」とただでは転ばぬと気合をみせた。

### インターネットと生涯現役宣言
公式オフィシャルInstagramを2019年11月13日に期間限定で開設。同年11月27日には同じクラウン所属の男装女子ユニット「Vipera」と新ユニットを結成して「いいじゃない〜自由通り」をリリース。「美川憲一とザ・ヴァイパー」名義での発売。同曲で美川は作詞に初挑戦している。
公式YouTubeチャンネル「オフィスミカワ」を2020年5月20日に期間限定で開設。2018年と2019年に開催されたドラマチックシャンソンコンサートの映像などを公開している。
そして満を持して本格的に新たなYouTube「美川憲一のおだまりチャンネル」を2021年6月17日に開設。代表曲「さそり座の女」から食用の蠍を食べたり、激辛料理に挑戦する動画などを投稿している。また人生初となるゲーム実況に「Dead by Daylight」を選び、視聴者を驚かせた。12月にはラスボス同士とSNSで話題になっていた小林幸子とのコラボが実現。はるな愛を含む三人で激辛料理をランク付けする動画を投稿。小林のYouTubeチャンネル「小林幸子はYouTuBBA‼」にも訪問しジーユーで初めて買い物をする動画が投稿されている。
「K-1 WORLD GP 2022 JAPAN 東京体育館大会」でラウンドガールを担当。ただし美川は男性であることから「スペシャルラウンドスター」という肩書きになった。全身イエローの衣装で登場し「さそり座の女」を歌唱、試合も観戦。
都内自宅売却について。1993年の建築当時7億円とも言われた豪邸を二人の母親と住む為に世田谷区内に建てたが、二人が亡くなってからは美川一人だけで住むには広すぎるとの事で渋谷区内のマンションに引っ越していた。空き家になっても当初は自宅売却を考えていなかったが、「相続する親族も居ない事と毎年の固定資産税や維持費もかなりの金額が掛かっていた」との理由で美川が元気で動けるうちに購入金額よりも激安ではあったが思い切って売却した事を2022年5月の週刊誌インタビューや2022年8月22日テレビ出演した『徹子の部屋』で語っている。
「美川憲一コンサート2022 こころに花を」公演後の取材では、（年内でコンサート活動を終了すると発表した）加山雄三の話題もあり、美川自身は100歳まで現役と目標を語った。また「美川憲一コンサート2023～あなたへ愛の讃歌～」公演前の取材で翌年デビュー60周年を迎えることについて「歌があったからこそやってこれた」と語り、「杖をついても、声が続く限り歌う」と生涯現役を宣言。（コンサート等については一覧として後述）

## エピソード
- 作詞・作曲を吉幾三が担当した1994年発売のCDシングル「おだまり」は、吉にできあがったばかりの楽譜をステージ上で渡され、吉のギターの伴奏で楽譜を見ながら歌唱したのがお披露目である。翌95年の紅白では豪華衣装に派手なビッグバンドの伴奏で歌唱した。
- かつて石川郡美川町（現石川県白山市）に存在した美川下水処理場（北陸自動車道沿い）の水槽塔に書かれた「美川 県一の町」は美川本人も公認。「笑いの金メダル」でも紹介されたが、老朽化のため、2010年12月をもって解体・撤去されている。
- 美川の誕生日は実は5月4日だが、出生届を出すのが遅れてしまい、戸籍上の誕生日は5月15日となっている。なお、美川本人は5月15日が自分の誕生日だと思っており、誕生のパーティーなどは5月15日に行っていると言う。
- 誤報ではあったが、生前には親友だった木原光知子や小林幸子との結婚話が話題になったこともある。
- パチンコ・パチスロのキャラクターとしても登場。2002年には京楽より「CR P-MAN」が、2006年にはオーイズミより「美川 さそり座のサラリーマン」が登場した。
- 髪型が何十年と変わらないことから、かつら疑惑が持たれている。実は2007年中ごろに髪型が変わっている。2007年8月31日放送分の『徹子の部屋』においても黒柳徹子に「御髪（おぐし）を変えられましたのね？」と振られたが、美川が「そんなことより聞いてくださいよー」と自ら切り返し髪型の話題を遮った。
- 島田紳助が所属する吉本興業の女性マネージャーに暴行した問題に関し、「彼女にマネージャーとして何ができるの？偉そうにしてない？暴力を振るわれる相手も悪いわ」とコメントし、紳助を擁護する立場を取った。
- 柳ヶ瀬商店街振興組合連合会の名誉理事長に1998年就任。
- 美川が岐阜市柳ヶ瀬を訪ねた際に利用したタクシーの運転手から、その運転手が柳ヶ瀬に住み着いたきっかけが美川の『柳ヶ瀬ブルース』であったと聞き、美川は「この歌を歌っていて良かったと感じた」という[37]。
- 過去に二度逮捕された大麻事件について、美川は『バイキング』（2016年9月7日放送）にて、「クスリを一時やめても、また誘惑にかられて悪魔がささやく」「人生ダメになって死んでしまいたいというくらいにギリギリに追い込まれる」と、自らの体験談を語っている。美川は二度の大麻事件から自分が立ち直り、再び歌手として再起出来たのは「生みの母と育ての母の二人の存在があったから。背負うものがあったから頑張れて、地獄から這い上がれたんです」と述懐している[38]。
- 一日警察署長に茨城県の桜川市真壁町桜川警察署にて任命された際の2016年2月同日には真壁伝承館ホールにて無料コンサートを開催したが、観覧希望者があまりにも多く、会場に入れない人がいることを知った美川はコンサート終了後、追加公演を関係者に頼む。しかし、真壁伝承館ホールには次の予約が入っており、別の会場も空きが無い状態であった。そこで、民家に挟まれた駐車場にて軽トラックの荷台をステージに見立てコンサートを開催した。
- 再起以降はいわゆるオネエキャラとなっているが、インタビューでは「『オネエキャラは商売になるな』と思ったのが正直なところ」と回答[39]。ただし綺麗なものは幼少時から好きで、衣装などの美的センスも当時からのもの[40]。過去の恋愛対象は女性のみだが、「美川憲一は美川憲一、男でも女でもないのよ」と回答している[40]。
- 香川照之の性加害スキャンダルについては、銀座の商売女が店で起こったことについてのスキャンダルを告発することは銀座の格を損なう行為だと被害者側に苦言を呈し、香川がハメられた可能性も指摘した[41]。

## NHK紅白出演のエピソード
- 紅白歌合戦 には白組（男性チーム）で出場している。美川によると初出場した第19回当時は、一度落選すると紅白に復帰するのは大変な時代だったという[42]。このため第26回については昨年まで連続出場していたのと違いレコード会社の様子から秋頃には落選の察しがついた。11月にマネジャーから正式に落選を告げられた時は、特に驚きもせず「あっそ」と一言返すだけだった。また1991年に17年ぶりとなる紅白に返り咲いた時は「本当に嬉しかった」と回想している[42]。
- そのまま再び連続出場すると、ほどなくして毎年のように高価で豪華な衣装で出演する[18]。これは小林幸子への対抗意識によるという[18]。後年ある取材で美川は「紅白の衣装は全部処分した」と言ったが、朱雀の衣装だけはラスベガスのショーで再び着用したとのこと[注釈 1]。
- 第56回はNHK主導で行われたアンケート企画「スキウタ」でランクインした越路吹雪バージョンの「愛の讃歌」歌唱を合戦の本歌として与えられた。越路への畏敬の念からか、（前述の小林幸子との衣裳対決に反し）華美という点では抑えた衣装で出場した。またこの年の紅白には氣志團出演箇所に、当時、美川が自身の「そっくりさん」として公認しているものまねタレント・そのまんま美川も出演していた。
- 第61回の紅白において、両軍ともにトリにポップスのグループ歌手を起用するなど「前年に60回のメモリアルを終えたので、新しい紅白は新しい時代の雰囲気で」と、NHKがそれまでとは違う構成にする方針をとり「豪華な衣装対決」を否定される形となってしまい、美川憲一と小林幸子は出場内定枠から漏れてしまった。その後、小林は出場枠にくい込めたが美川はそのまま落選してしまった。そして事務所に訪れたNHKの紅白担当の管理職から直々に「これまで色々とやっていただけたんですが、今年の出場はありません」と伝えられ、「これまでありがとうね」と感謝の言葉を述べたという。後日、美川の紅白落選が世間に報じられ、本人は「“勇退”や“卒業”などとは言いたくなく、あくまで“落選”と報じられることにこだわりました」としている[42]。
- 自身の2014年公演時に報道陣の取材を受けた際、過去の紅白連続出場について、「ヒット曲があったから出られたわけじゃないのよ。CMで話題になって出場して、それが長年続いた」と語った。また音楽専門誌記者は、美川の元事務所関係者が「ヒット曲がないのに紅白に出場し続けるのは大変だった」との発言を証言している[43]。

## 交友関係
- 宮沢りえと貴花田の婚約破棄について後年、りえの母で所属事務所「エム・ツー企画」の代表取締役・宮沢光子に依頼され、貴花田との婚約を解消するようりえ本人に電話で説得したという。光子を懇意にしていた美川は光子から「りえが女将としてやっていけるとは思えない」と聞き、りえに対して「あんたは背負ってるものが重すぎる。あんたも母一人子一人。私も2人の母（生みの母と育ての母）を背負ってきた。そういう家庭に生まれたらしょうがない、運命だから。おかみさんになったら、お母さんどうするの?ずっと面倒みていかないといけないのよ」と説得した[44]。
- コロッケには恩義を抱く。コロッケが、2度の逮捕で業界を干されていた自身の再起の機会を作ったからである。美川本人も「どん底から自分を復活させてくれたコロッケには感謝している」と度々発言している。大変仲が良く、その後も度々全国でジョイントコンサートを開催し、コロッケへ豪華なステージ衣装をプレゼントしている。
- 淡谷のり子については「身内のように可愛がってくれた」と話す。前述の大麻の裁判の件で減刑の嘆願書を書いてくれたほどでもあり、何より前述の『オールスター爆笑ものまね紅白歌合戦!!』への出演を決意したのは、淡谷が同番組で審査員として出演していたのが決め手でもあった[20]。
- 小林幸子との不仲は演出である[18]。小林以外にも多くの芸能人と交友関係がある。同レコード会社所属で一年先輩の水前寺清子、後輩の神田うのや藤あや子、うつみ宮土理の4人とは特に大親友であると知られている。同性の友人には山田太郎や須永慶、吉野寿雄などがいる。大麻事件の後しばらく低迷が続き落ち込む美川を見て、親友のうつみ宮土理は「またあなたの時代が来るから、くさらないで」と言って励ました。また、2010年に紅白に落選した時は、神田から電話で「これで憲ちゃんらしい年末年始の楽しみ方ができるわね」と励まされたという[23]。研ナオコをデビュー当時から現在まで妹のように可愛がっている。デヴィ夫人やカルーセル麻紀は小林幸子と同じく古くからの旧友でもある。
- 美空ひばりからも生前は公私共に可愛がられていた。ひばりの親友だった浅丘ルリ子とも親交がある。

## ディスコグラフィ

### シングル
- 全て日本クラウンからリリース。

| #   | 発売日          | 曲順 | タイトル                                      | 作詞         | 作曲         | 編曲              | 規格品番  |
| --- | --------------- | ---- | --------------------------------------------- | ------------ | ------------ | ----------------- | --------- |
| 1   | 1965年 6月1日   | A面  | だけどだけどだけど                            | 星野哲郎     | 小杉仁三     | 小杉仁三          | CW-282    |
| 1   | 1965年 6月1日   | B面  | ひとりになると                                | 星野哲郎     | 小杉仁三     | 小杉仁三          | CW-282    |
| 2   | 1965年 12月1日  | A面  | あの娘が好きと云った花                        | 水島哲       | 小杉仁三     | 小杉仁三          | CW-386    |
| 2   | 1965年 12月1日  | B面  | 君と僕との愛の星                              | 水島哲       | 小杉仁三     | 小杉仁三          | CW-386    |
| 3   | 1966年 4月1日   | A面  | 柳ヶ瀬ブルース                                | 宇佐英雄     | 宇佐英雄     | 小杉仁三          | CW-465    |
| 3   | 1966年 4月1日   | B面  | ひとすじの涙                                  | 星野哲郎     | 小杉仁三     | 小杉仁三          | CW-465    |
| 4   | 1966年 11月1日  | A面  | 柳ヶ瀬の女                                    | 宇佐英雄     | 宇佐英雄     | 小杉仁三          | CW-580    |
| 4   | 1966年 11月1日  | B面  | 非情のブルース                                | ハセベユリ   | 長谷川利明   | 小杉仁三          | CW-580    |
| 5   | 1967年 3月10日  | A面  | まぼろしのブルース                            | 田辺祐子     | 宇佐英雄     | 小杉仁三          | CW-628    |
| 5   | 1967年 3月10日  | B面  | 紅い吸い殻                                    | 星野哲郎     | 小杉仁三     | 小杉仁三          | CW-628    |
| 6   | 1967年 7月1日   | A面  | ネオン化粧                                    | 冬木たかし   | 米山正夫     | 小杉仁三          | CW-669    |
| 6   | 1967年 7月1日   | B面  | 明日はいらない                                | 冬木たかし   | 米山正夫     | 小杉仁三          | CW-669    |
| 7   | 1967年 8月10日  | A面  | 新潟ブルース                                  | 山岸一二三   | 山岸英樹     | 小杉仁三          | CW-718    |
| 7   | 1967年 8月10日  | B面  | 信濃川慕情                                    | 山岸一二三   | 山岸英樹     | 小杉仁三          | CW-718    |
| 8   | 1967年 11月1日  | A面  | 湖畔のホテル                                  | 水島哲       | 小杉仁三     | 小杉仁三          | CW-740    |
| 8   | 1967年 11月1日  | B面  | 恋ははかなく                                  | 水島哲       | 小杉仁三     | 小杉仁三          | CW-740    |
| 9   | 1968年 2月1日   | A面  | あの星のかなた                                | 大矢弘子     | 小杉仁三     | 小杉仁三          | CW-783    |
| 9   | 1968年 2月1日   | B面  | 星のようなあなた                              | 大矢弘子     | 小杉仁三     | 小杉仁三          | CW-783    |
| 10  | 1968年 4月1日   | A面  | 湯の街艶歌                                    | 奥野椰子夫   | 加賀谷伸     | 安藤実親          | CW-775    |
| 10  | 1968年 4月1日   | B面  | 青島ブルース                                  | 八反ふじを   | 島津伸男     | 島津伸男          | CW-775    |
| 11  | 1968年 7月1日   | A面  | 釧路の夜                                      | 宇佐英雄     | 宇佐英雄     | 井上忠也          | CW-829    |
| 11  | 1968年 7月1日   | B面  | 女のつよがり                                  | 杉本好美     | 井上忠也     | 井上忠也          | CW-829    |
| 12  | 1968年 11月1日  | A面  | 桜木町ブルース                                | 荒瀬勝       | 杉田富夫     | 井上忠也          | CW-882    |
| 12  | 1968年 11月1日  | B面  | 宇奈月の夜                                    | 相川のぼる   | 宇佐英雄     | 井上忠也          | CW-882    |
| 13  | 1969年 1月1日   | A面  | 霧のバラード                                  | 田辺祐子     | 宇佐英雄     | 井上忠也          | CW-890    |
| 13  | 1969年 1月1日   | B面  | 花が散ったら                                  | あいだえいみ | 井上忠也     | 井上忠也          | CW-890    |
| 14  | 1969年 6月1日   | A面  | 夜の慕情                                      | みおたみずほ | 宇佐英雄     | 井上忠也          | CW-938    |
| 14  | 1969年 6月1日   | B面  | 夢おんな                                      | みおたみずほ | 井上忠也     | 井上忠也          | CW-938    |
| 15  | 1969年 9月1日   | A面  | 女とバラ                                      | 西沢爽       | 宇佐英雄     | 井上忠也          | CW-978    |
| 15  | 1969年 9月1日   | B面  | さいはての夜                                  | 西沢爽       | 宇佐英雄     | 井上忠也          | CW-978    |
| 16  | 1970年 1月1日   | A面  | 大阪の夜                                      | 星野哲郎     | 猪俣公章     | 猪俣公章          | CW-1015   |
| 16  | 1970年 1月1日   | B面  | なにわ川                                      | 星野哲郎     | 猪俣公章     | 猪俣公章          | CW-1015   |
| 17  | 1970年 8月1日   | A面  | みれん町                                      | 西沢爽       | 米山正夫     | 大柿隆            | CW-1071   |
| 17  | 1970年 8月1日   | B面  | 孤独の女                                      | 宇佐英雄     | 宇佐英雄     | 井上忠也          | CW-1071   |
| 18  | 1970年 12月25日 | A面  | おんなの朝                                    | 西沢爽       | 米山正夫     | 小杉仁三          | CW-1111   |
| 18  | 1970年 12月25日 | B面  | 哀愁の宿                                      | 西沢爽       | 宇佐英雄     | 小杉仁三          | CW-1111   |
| 19  | 1971年 5月25日  | A面  | おんな町                                      | 西沢爽       | 米山正夫     | 小杉仁三          | CW-1140   |
| 19  | 1971年 5月25日  | B面  | 恋の命                                        | 西沢爽       | 米山正夫     | 小杉仁三          | CW-1140   |
| 20  | 1971年 7月25日  | A面  | 想い出おんな                                  | 関沢新一     | 米山正夫     | 小杉仁三          | CW-1165   |
| 20  | 1971年 7月25日  | B面  | 女の過去                                      | 米山正夫     | 米山正夫     | 小杉仁三          | CW-1165   |
| 21  | 1971年 11月25日 | A面  | お金をちょうだい                              | 星野哲郎     | 中川博之     | 小杉仁三          | CW-1199   |
| 21  | 1971年 11月25日 | B面  | 愛の行く先                                    | 星野哲郎     | 中川博之     | 小杉仁三          | CW-1199   |
| 22  | 1972年 3月20日  | A面  | うらぎりの町                                  | 西沢爽       | 米山正夫     | 小杉仁三          | CW-1225   |
| 22  | 1972年 3月20日  | B面  | あなたと別れて                                | 西沢爽       | 米山正夫     | 小杉仁三          | CW-1225   |
| 23  | 1972年 5月20日  | A面  | 銀座・おんな・雨                              | 阿久悠       | 中村泰士     | 馬飼野俊一        | CW-1237   |
| 23  | 1972年 5月20日  | B面  | なみだ三年                                    | 阿久悠       | 中村泰士     | 馬飼野俊一        | CW-1237   |
| 24  | 1972年 9月20日  | A面  | 一番列車の女                                  | ちあき哲也   | 彩木雅夫     | 小杉仁三          | CW-1269   |
| 24  | 1972年 9月20日  | B面  | あの人今頃                                    | ちあき哲也   | 彩木雅夫     | 小杉仁三          | CW-1269   |
| 25  | 1972年 12月20日 | A面  | さそり座の女                                  | 斎藤律子     | 中川博之     | 馬飼野俊一        | CW-1293   |
| 25  | 1972年 12月20日 | B面  | ひとりで涙をふきましょう                      | 丹古晴己     | 叶弦大       | 小山恭弘          | CW-1293   |
| 26  | 1973年 3月20日  | A面  | バラの柩                                      | 丹古晴己     | 北原じゅん   | 池田孝            | CW-1321   |
| 26  | 1973年 3月20日  | B面  | こんな女でいいかしら                          | 丹古晴己     | 北原じゅん   | 池田孝            | CW-1321   |
| 27  | 1973年 4月20日  | A面  | 軽蔑                                          | 吉田旺       | 彩木雅夫     | 竜崎孝路          | CW-1337   |
| 27  | 1973年 4月20日  | B面  | 夜の船にのって                                | 三谷ケイ     | 彩木雅夫     | 馬飼野俊一        | CW-1337   |
| 28  | 1973年 8月20日  | A面  | 聞かせてほしい                                | 水島哲       | 山川はじめ   | 小杉仁三          | CW-1358   |
| 28  | 1973年 8月20日  | B面  | 信じていても                                  | 黒崎緑       | 米山正夫     | 小杉仁三          | CW-1358   |
| 29  | 1973年 10月20日 | A面  | 裁き                                          | 奈良井祐幸   | 米山正夫     | 小杉仁三          | CW-1372   |
| 29  | 1973年 10月20日 | B面  | 女ふたたび                                    | 米山正夫     | 米山正夫     | 小杉仁三          | CW-1372   |
| 30  | 1974年 1月25日  | A面  | 三面記事の女                                  | 小谷夏       | 米山正夫     | 小杉仁三          | CW-1395   |
| 30  | 1974年 1月25日  | B面  | 女の地図                                      | 小谷夏       | 米山正夫     | 小杉仁三          | CW-1395   |
| 31  | 1974年 4月25日  | A面  | ナナと云う女                                  | 山口洋子     | 中川博之     | 小杉仁三          | CW-1410   |
| 31  | 1974年 4月25日  | B面  | 恋の命は砂時計                                | 山口洋子     | 中川博之     | 小杉仁三          | CW-1410   |
| 32  | 1974年 10月20日 | A面  | はしゃぎすぎたのね                            | 中川博之     | 中川博之     | 神保正明          | CW-1460   |
| 32  | 1974年 10月20日 | B面  | カスバの踊り子                                | たかたかし   | 井上忠也     | 井上忠也          | CW-1460   |
| 33  | 1975年 3月25日  | A面  | くやし涙                                      | 千家和也     | 中村泰士     | あかのたちお      | CW-1478   |
| 33  | 1975年 3月25日  | B面  | バラの柩                                      | 丹古晴己     | 北原じゅん   | 池田孝            | CW-1478   |
| 34  | 1975年 5月25日  | A面  | 伝言                                          | 山口洋子     | 平尾昌晃     | 京建輔            | CW-1490   |
| 34  | 1975年 5月25日  | B面  | 流れ川                                        | 山口洋子     | 平尾昌晃     | 京建輔            | CW-1490   |
| 35  | 1975年 9月25日  | A面  | 愛・それはゲーム                              | たかたかし   | 中川博之     | 竜崎孝路          | CW-1513   |
| 35  | 1975年 9月25日  | B面  | お店を出したの                                | 杉本夜詩美   | 中川博之     | 竜崎孝路          | CW-1513   |
| 36  | 1976年 1月25日  | A面  | カスマプゲ(胸がせつない)                      | 星野哲郎     | 朴椿石       | 小山恭弘          | CW-1535   |
| 36  | 1976年 1月25日  | B面  | 愛に死なれて                                  | 秋津健       | 中川博之     | 小杉仁三          | CW-1535   |
| 37  | 1976年 6月25日  | A面  | あゝお酒                                      | 千野豊彦     | 浜圭介       | 高田弘            | CW-1573   |
| 37  | 1976年 6月25日  | B面  | 艶歌川                                        | 千野豊彦     | 浜圭介       | 高田弘            | CW-1573   |
| 38  | 1976年 11月25日 | A面  | お待ちしてます                                | 星野哲郎     | 叶弦大       | 竜崎孝路          | CW-1610   |
| 39  | 1977年 2月25日  | A面  | 気ままな女                                    | 喜多条忠     | 小杉仁三     | 小杉仁三          | CW-1630   |
| 39  | 1977年 2月25日  | B面  | ゼラニウムのある部屋                          | 喜多条忠     | 小杉仁三     | 小杉仁三          | CW-1630   |
| 40  | 1977年 5月25日  | A面  | 駅                                            | 丹古晴己     | 叶弦大       | あかのたちお      | CW-1657   |
| 40  | 1977年 5月25日  | B面  | 炎上                                          | 丹古晴己     | 叶弦大       | あかのたちお      | CW-1657   |
| 41  | 1978年 3月25日  | A面  | 小雨のブルース                                | 星野哲郎     | 叶弦大       | 小杉仁三          | CW-1724   |
| 41  | 1978年 3月25日  | B面  | 本気にします                                  | 松井由利夫   | 叶弦大       | 小杉仁三          | CW-1724   |
| 42  | 1978年 9月25日  | A面  | 生命のブルース                                | 木村伸       | 中川博之     | 神山純            | CW-1774   |
| 42  | 1978年 9月25日  | B面  | ムーラン・ルージュ                            | 高畠諄子     | 中川博之     | 神山純            | CW-1774   |
| 43  | 1978年 12月25日 | A面  | 戎橋ブルース                                  | 星野哲郎     | 竹山荘一     | 清水路雄          | CW-1801   |
| 43  | 1978年 12月25日 | B面  | お酒で洗います                                | 星野哲郎     | 竹山荘一     | 清水路雄          | CW-1801   |
| 44  | 1979年 3月25日  | A面  | あたし                                        | 星野哲郎     | 服部良一     | 竹村次郎          | CW-1821   |
| 44  | 1979年 3月25日  | B面  | 青いブルース                                  | 星野哲郎     | 服部良一     | 竹村次郎          | CW-1821   |
| 45  | 1979年 6月25日  | A面  | 女が靴下をぬぐとき                            | 西沢爽       | 米山正夫     | 小杉仁三          | CW-1844   |
| 45  | 1979年 6月25日  | B面  | 2DK                                           | 一宮丈二     | 米山正夫     | 小杉仁三          | CW-1844   |
| 46  | 1979年 9月25日  | A面  | スカーレット・ドリーマー                      | 小谷夏       | 都倉俊一     | 都倉俊一          | CW-1869   |
| 46  | 1979年 9月25日  | B面  | 秋女                                          | 小谷夏       | 都倉俊一     | 田辺信一          | CW-1869   |
| 47  | 1980年 1月25日  | A面  | 城ヶ崎ブルース                                | 星野哲郎     | 関野幾生     | 神保正明          | CW-1892   |
| 47  | 1980年 1月25日  | B面  | 甘い蜜                                        | 関沢新一     | 関野幾生     | 安形和巳          | CW-1892   |
| 48  | 1980年 5月25日  | A面  | さだめ川                                      | 西村道夫     | 宇佐英雄     | 小杉仁三          | CW-1914   |
| 48  | 1980年 5月25日  | B面  | 女の艶歌                                      | 中山大三郎   | 関野幾生     | 植原道雄          | CW-1914   |
| 49  | 1980年 11月10日 | A面  | ふたりの旅路                                  | 小池あき     | 加藤笑貫     | 竜崎孝路          | CWA-43    |
| 49  | 1980年 11月10日 | B面  | 罪と罰                                        | 大和田よし子 | 中川博之     | 小杉仁三          | CWA-43    |
| 50  | 1981年 6月3日   | A面  | 新潟ブルース(新録音)                          | 山岸一二三   | 山岸英樹     | 小谷充            | CWA-90    |
| 50  | 1981年 6月3日   | B面  | 行きどまり                                    | 加藤笑貫     | 加藤笑貫     | 小谷充            | CWA-90    |
| 51  | 1983年 11月5日  | A面  | 釜山港へ帰れ                                  | 三佳令二     | 黄善友       | 竹村次郎          | CWA-210   |
| 51  | 1983年 11月5日  | B面  | ミオ・ミオ・ミオ                              | 谷村新司     | 鄭豊松       | 竹村次郎          | CWA-210   |
| 52  | 1984年 7月5日   | A面  | 女って何なんだろう                            | 佐々木勉     | 佐々木勉     | 桜庭伸幸          | CWA-250   |
| 52  | 1984年 7月5日   | B面  | (カラオケ)                                    | -            | 佐々木勉     | 桜庭伸幸          | CWA-250   |
| 53  | 1986年 4月5日   | A面  | だってさ                                      | 荒木とよひさ | 中村泰士     | 高田弘            | CWA-349   |
| 53  | 1986年 4月5日   | B面  | 小劇場                                        | 友利ひろ子   | 中村泰士     | 高田弘            | CWA-349   |
| 54  | 1986年 7月21日  | A面  | 雨の花                                        | 新本創子     | 小杉仁三     | 小杉仁三          | CWA-370   |
| 54  | 1986年 7月21日  | B面  | さよならは悲しいよ                            | 新本創子     | 小杉仁三     | 小杉仁三          | CWA-370   |
| 55  | 1987年 8月21日  | A面  | 愛は暮らした長さじゃないの                    | 有馬三恵子   | 佐々木勉     | 桜庭伸幸          | CWA-419   |
| 55  | 1987年 8月21日  | B面  | 別離                                          | 佐々木勉     | 佐々木勉     | 桜庭伸幸          | CWA-419   |
| 56  | 1988年 8月21日  | A面  | よせよ                                        | 南沢純三     | 鈴木淳       | 川村栄二          | CWA-479   |
| 56  | 1988年 8月21日  | B面  | 哀しみグラス                                  | 日高宗敏     | 鈴木淳       | 川村栄二          | CWA-479   |
| 57  | 1989年 6月21日  | A面  | てんで話にならないわ                          | 秋元康       | 小林亜星     | 竜崎孝路          | CWA-527   |
| 57  | 1989年 6月21日  | B面  | 女郎花が咲く季節                              | 秋元康       | 小林亜星     | 竜崎孝路          | CWA-527   |
| 58  | 1990年 3月21日  | 01   | あんた                                        | 秋元康       | 小林亜星     | 竜崎孝路          | CRDN-3    |
| 58  | 1990年 3月21日  | 02   | 仕打ち                                        | 秋元康       | 小林亜星     | 高田弘            | CRDN-3    |
| 59  | 1991年 1月21日  | 01   | 別れの川                                      | 川内康範     | 北原じゅん   | 竜崎孝路          | CRDN-55   |
| 59  | 1991年 1月21日  | 02   | 灯りが欲しい                                  | 川内康範     | 北原じゅん   | 竜崎孝路          | CRDN-55   |
| 60  | 1991年 6月21日  | 01   | 花                                            | 松山千春     | 松山千春     | 服部克久          | CRDN-78   |
| 60  | 1991年 6月21日  | 02   | かなしみ笑い                                  | 中島みゆき   | 中島みゆき   | 鈴木茂            | CRDN-78   |
| 61  | 1991年 7月21日  | 01   | さそり座の女 Part1 (New Attack Version)       | 斎藤律子     | 中川博之     | 清水靖晃          | CRDN-84   |
| 61  | 1991年 7月21日  | 02   | てんで話にならないわ (New Attack Version)     | 秋元康       | 小林亜星     | 鈴木茂            | CRDN-84   |
| 62  | 1991年 8月21日  | 01   | 柳ヶ瀬ブルース (New Attack Version)           | 宇佐英雄     | 宇佐英雄     | 服部克久          | CRDN-91   |
| 62  | 1991年 8月21日  | 02   | お金をちょうだい (New Attack Version)         | 星野哲郎     | 中川博之     | 清水靖晃          | CRDN-91   |
| 63  | 1991年 9月21日  | 01   | おんなの朝 (New Attack Version)               | 西沢爽       | 米山正夫     | 浜口茂外也        | CRDN-97   |
| 63  | 1991年 9月21日  | 02   | スカーレット・ドリーマー (New Attack Version) | 小谷夏       | 都倉俊一     | 鈴木茂            | CRDN-97   |
| 64  | 1991年 10月23日 | 01   | 駄目な時ゃダメよ                              | 三浦弘       | 三浦弘       | 竜崎孝路          | CRDN-101  |
| 64  | 1991年 10月23日 | 02   | 愛はまぼろし                                  | 三浦弘       | 三浦弘       | 高田弘            | CRDN-101  |
| 65  | 1992年 4月23日  | 01   | 火の鳥                                        | 秋元康       | 三木たかし   | 飛澤宏元          | CRDN-127  |
| 65  | 1992年 4月23日  | 02   | ルフラン－愛の海－                            | 新本創子     | 中川博之     | 竜崎孝路          | CRDN-127  |
| 66  | 1993年 4月21日  | 01   | うたかたの夢                                  | たかたかし   | 叶弦大       | 前田俊明          | CRDN-177  |
| 66  | 1993年 4月21日  | 02   | 夜に咲く花                                    | たかたかし   | 叶弦大       | 前田俊明          | CRDN-177  |
| 67  | 1993年 11月21日 | 01   | オイ・オイ賛歌                                | 秋元康       | 後藤次利     | 服部隆之          | CRDN-207  |
| 67  | 1993年 11月21日 | 02   | 深海魚                                        | 伊藤薫       | 伊藤薫       | 若草恵            | CRDN-207  |
| 68  | 1994年 3月21日  | 01   | 昔あなたを愛した                              | 秋元康       | 都志見隆     | 川村栄二          | CRDN-227  |
| 68  | 1994年 3月21日  | 02   | ヨルノ、ロッポンギ                            | 松本一起     | 林哲司       | 川村栄二          | CRDN-227  |
| 69  | 1994年 7月21日  | 01   | おだまり                                      | 吉幾三       | 吉幾三       | 野村豊            | CRDN-237  |
| 69  | 1994年 7月21日  | 02   | 花の港                                        | 新本創子     | 関野幾生     | 竜崎孝路          | CRDN-237  |
| 70  | 1994年 11月21日 | 01   | 冬子のブルース                                | 星野哲郎     | 鏑木創       | 竜崎孝路          | CRDN-260  |
| 70  | 1994年 11月21日 | 02   | 夜のピアノ                                    | 星野哲郎     | 鏑木創       | 竜崎孝路          | CRDN-260  |
| 71  | 1995年 3月24日  | 01   | 幸せになりたい                                | 高畠じゅん子 | 中川博之     | 前田俊明          | CRDN-272  |
| 71  | 1995年 3月24日  | 02   | 恋愛裁判                                      | 新本創子     | 中川博之     | 竜崎孝路          | CRDN-272  |
| 72  | 1996年 2月21日  | 01   | 北国夜曲                                      | 池田充男     | 水森英夫     | 前田俊明          | CRDN-315  |
| 72  | 1996年 2月21日  | 02   | 風の夜汽車                                    | 池田充男     | 水森英夫     | 前田俊明          | CRDN-315  |
| 73  | 1997年 2月26日  | 01   | 慕情                                          | 池田充男     | 水森英夫     | 前田俊明          | CRDN-365  |
| 73  | 1997年 2月26日  | 02   | 恋枕                                          | 池田充男     | 水森英夫     | 前田俊明          | CRDN-365  |
| 74  | 1998年 2月25日  | 01   | 別れの旅路                                    | たかたかし   | 中川博之     | 前田俊明          | CRDN-531  |
| 74  | 1998年 2月25日  | 02   | 愛のめぐり逢い                                | たかたかし   | 中川博之     | 前田俊明          | CRDN-531  |
| 75  | 1998年 8月26日  | 01   | HUN!                                          | 恵谷るり     | 山田ゆうすけ | 若草恵            | CRDN-554  |
| 75  | 1998年 8月26日  | 02   | まちがい男女                                  | さいとう大三 | 新井利昌     | 若草恵            | CRDN-554  |
| 76  | 1999年 3月18日  | 01   | 女の翼                                        | 岡田冨美子   | 浜圭介       | 今泉敏郎          | CRDN-588  |
| 76  | 1999年 3月18日  | 02   | 濡れた真珠                                    | 岡田冨美子   | 浜圭介       | 今泉敏郎          | CRDN-588  |
| 77  | 1999年 8月25日  | 01   | 永遠にバラの時を                              | 水木れいじ   | 弦哲也       | 竜崎孝路          | CRDN-626  |
| 77  | 1999年 8月25日  | 02   | 時という名の岸辺で                            | 水木れいじ   | 弦哲也       | 竜崎孝路          | CRDN-626  |
| 78  | 1999年 9月22日  | 01   | 大変ね                                        | 岡田冨美子   | 浜圭介       | 若草恵            | CRDN-636  |
| 78  | 1999年 9月22日  | 02   | むらさき酒場                                  | たかたかし   | 中川博之     | 前田俊明          | CRDN-636  |
| 79  | 2000年 3月16日  | 01   | 東京ホテル                                    | 池田充男     | 水森英夫     | 前田俊明          | CRDN-666  |
| 79  | 2000年 3月16日  | 02   | 留恋                                          | 星野哲郎     | 水森英夫     | 前田俊明          | CRDN-666  |
| 80  | 2001年 1月21日  | 01   | 双子座生まれ                                  | ちあき哲也   | 中川博之     | 小杉仁三          | CRDN-804  |
| 80  | 2001年 1月21日  | 02   | 淑女のルンバ                                  | ちあき哲也   | 中川博之     | 竜崎孝路          | CRDN-804  |
| 81  | 2001年 8月1日   | 01   | 恋女                                          | 池田充男     | 水森英夫     | 前田俊明          | CRDN-823  |
| 81  | 2001年 8月1日   | 02   | 哀愁のレンガ通り                              | 志賀大介     | 三島大輔     | 前田俊明          | CRDN-823  |
| 82  | 2002年 3月21日  | 01   | 女のひとりごと                                | 山田孝雄     | 三島大輔     | 前田俊明          | CRDN-847  |
| 82  | 2002年 3月21日  | 02   | 夜の川                                        | かず翼       | 彩木雅夫     | 伊戸のりお        | CRDN-847  |
| 83  | 2002年 8月21日  | 01   | 湯沢の女                                      | 吉岡治       | 弦哲也       | 前田俊明          | CRDN-857  |
| 83  | 2002年 8月21日  | 02   | 紅蓮のブルース                                | 新本創子     | 関野幾生     | 竜崎孝路          | CRDN-857  |
| 84  | 2003年 5月21日  | 01   | 泣かんとこ                                    | 吉岡治       | 弦哲也       | 前田俊明          | CRDN-888  |
| 84  | 2003年 5月21日  | 02   | てまり                                        | 幸田りえ     | 弦哲也       | 今泉敏郎          | CRDN-888  |
| 85  | 2004年 2月25日  | 01   | 納沙布みれん                                  | 水木れいじ   | 水森英夫     | 前田俊明          | CRCN-1126 |
| 85  | 2004年 2月25日  | 02   | 情無しのタンゴ                                | 水木れいじ   | 水森英夫     | 前田俊明          | CRCN-1126 |
| 86  | 2004年 2月25日  | 01   | 時という名の岸辺で                            | 水木れいじ   | 弦哲也       | 竜崎孝路          | CRCN-1127 |
| 86  | 2004年 2月25日  | 02   | 加茂川ブルース                                | 山岸一二三   | 山岸之起     | 神保雅彰          | CRCN-1127 |
| 87  | 2005年 4月1日   | 01   | 愛は煌めいて                                  | 高畠じゅん子 | 中川博之     | 前田俊明          | CRCN-1182 |
| 87  | 2005年 4月1日   | 02   | 赤坂ブルース                                  | 高畠じゅん子 | 中川博之     | 竜崎孝路          | CRCN-1182 |
| 88  | 2005年 8月24日  | 01   | 神威岬                                        | 水木れいじ   | 水森英夫     | 伊戸のりお        | CRCN-1205 |
| 88  | 2005年 8月24日  | 02   | 三日月よ私とワルツを踊れ                      | 幸田りえ     | 弦哲也       | 川村栄二          | CRCN-1205 |
| 89  | 2006年 5月10日  | 01   | 赤い鴎                                        | 里村龍一     | 徳久広司     | 前田俊明          | CRCN-1245 |
| 89  | 2006年 5月10日  | 02   | 冬の川                                        | 里村龍一     | 徳久広司     | 川村栄二          | CRCN-1245 |
| 90  | 2006年 5月10日  | 01   | 愛の讃歌                                      | 永田文夫     | M.Monnot     | 今泉敏郎          | CRCN-1246 |
| 90  | 2006年 5月10日  | 02   | 映画のように                                  | 水木れいじ   | 琴姫         | 川村栄二          | CRCN-1246 |
| 90  | 2006年 5月10日  | 03   | 愛の讃歌 (あなたの燃える手で…)                | 岩谷時子     | M.Monnot     | 竜崎孝路          | CRCN-1246 |
| 91  | 2006年 10月1日  | 01   | 長崎みれん                                    | 水木れいじ   | 水森英夫     | 前田俊明          | CRCN-1275 |
| 91  | 2006年 10月1日  | 02   | 金曜日の女                                    | 水木れいじ   | 水森英夫     | 前田俊明          | CRCN-1275 |
| 92  | 2007年 6月13日  | 01   | 古都情念                                      | 高畠じゅん子 | 中川博之     | 今泉敏郎          | CRCN-1305 |
| 92  | 2007年 6月13日  | 02   | 百人の男                                      | 山口洋子     | 伊藤雪彦     | 竜崎孝路          | CRCN-1305 |
| 93  | 2008年 5月7日   | 01   | 淡雪のひと                                    | 水木れいじ   | 水森英夫     | 前田俊明          | CRCN-1352 |
| 93  | 2008年 5月7日   | 02   | 銀座のマキ                                    | 影山マキ     | 宮川つとむ   | 前田俊明          | CRCN-1352 |
| 94  | 2009年 2月4日   | 01   | 愛は嫉妬                                      | たかたかし   | 中川博之     | 若草恵            | CRCN-1395 |
| 94  | 2009年 2月4日   | 02   | 純子の涙                                      | たかたかし   | 中川博之     | 若草恵            | CRCN-1395 |
| 95  | 2009年 10月7日  | 01   | この青空の下で                                | 荒木とよひさ | 弦哲也       | 川村栄二          | CRCN-1435 |
| 95  | 2009年 10月7日  | 02   | 虞美人草                                      | 星野哲郎     | 桜田誠一     | 庄司龍            | CRCN-1435 |
| 96  | 2010年 6月2日   | 01   | お金をちょうだい 〜プラチナバージョン〜       | 星野哲郎     | 中川博之     | 矢田部正          | CRCN-1475 |
| 96  | 2010年 6月2日   | 02   | 軽蔑2010                                      | 吉田旺       | 彩木雅夫     | 矢田部正          | CRCN-1475 |
| 97  | 2010年 10月20日 | 01   | アカシア雨情                                  | 森坂とも     | 水森英夫     | 前田俊明          | CRCN-1502 |
| 97  | 2010年 10月20日 | 02   | 面影                                          | 麻こよみ     | 水森英夫     | 前田俊明          | CRCN-1502 |
| 98  | 2011年 6月8日   | 01   | 涙はキランの泉                                | 田久保真見   | 原田兄弟     | 矢田部正          | CRCN-1538 |
| 98  | 2011年 6月8日   | 02   | グランパの黒猫                                | 田久保真見   | 多々納好夫   | 矢田部正          | CRCN-1538 |
| 99  | 2012年 2月8日   | 01   | たまらなく淋しくて                            | 石原信一     | 弦哲也       | 川村栄二          | CRCN-1587 |
| 99  | 2012年 2月8日   | 02   | 明日への橋                                    | 菅麻貴子     | 八木架寿人   | 川村栄二          | CRCN-1587 |
| 100 | 2012年 9月5日   | 01   | 金の月                                        | 原文彦       | 弦哲也       | 川村栄二          | CRCN-1641 |
| 100 | 2012年 9月5日   | 02   | 女王蜂                                        | 及川眠子     | 徳久広司     | 川村栄二          | CRCN-1641 |
| 101 | 2013年 5月8日   | 01   | 生きる                                        | 矢田部道一   | A.Dona       | 船山基紀          | CRCN-1695 |
| 101 | 2013年 5月8日   | 02   | 歌いつづけて                                  | 矢田部道一   | J.Barnell    | 船山基紀          | CRCN-1695 |
| 102 | 2014年 11月5日  | 01   | 雨がつれ去った恋                              | 高畠じゅん子 | 中川博之     | 前田俊明          | CRCN-1830 |
| 102 | 2014年 11月5日  | 02   | 今夜は華になる                                | 神野悠斗     | 神野悠斗     | 矢田部正          | CRCN-1830 |
| 103 | 2015年 12月2日  | 01   | 吾妻橋で待つ女                                | 仁井谷俊也   | 水森英夫     | 前田俊明          | CRCN-1917 |
| 103 | 2015年 12月2日  | 02   | 甘い罠                                        | 神野悠斗     | 神野悠斗     | 矢田部正          | CRCN-1917 |
| 104 | 2017年 2月8日   | 01   | 十三夜月                                      | かず翼       | 三木たかし   | 南郷達也          | CRCN-8025 |
| 104 | 2017年 2月8日   | 02   | 宇奈月の夜                                    | 相川のぼる   | 宇佐英雄     | 井上忠也          | CRCN-8025 |
| 105 | 2018年 2月7日   | 01   | 春待ち坂                                      | 麻こよみ     | 水森英夫     | 南郷達也          | CRCN-8123 |
| 105 | 2018年 2月7日   | 02   | 射手座の女                                    | ちあき哲也   | 中川博之     | 矢田部正          | CRCN-8123 |
| 106 | 2019年 1月16日  | 01   | 愛染橋を渡ります                              | 麻こよみ     | 木村竜蔵     | 矢田部正          | CRCN-8216 |
| 106 | 2019年 1月16日  | 02   | にっぽん唄めぐり                              | 麻こよみ     | 木村竜蔵     | 矢田部正          | CRCN-8216 |
| 107 | 2020年 5月13日  | 01   | 夜の花                                        | かず翼       | 水森英夫     | 矢田部正          | CRCN-8331 |
| 107 | 2020年 5月13日  | 02   | 港の迷い猫                                    | かず翼       | 水森英夫     | 矢田部正          | CRCN-8331 |
| 108 | 2021年 8月25日  | 01   | こころに花を                                  | 志村真咲     | 志村真咲     | 矢田部正          | CRCN-8422 |
| 108 | 2021年 8月25日  | 02   | 嘘に抱かれて                                  | 木村徹二     | 木村竜蔵     | 矢田部正          | CRCN-8422 |
| 109 | 2022年 8月24日  | 01   | 別れてあげる                                  | かず翼       | 水森英夫     | 矢田部正          | CRCN-8502 |
| 109 | 2022年 8月24日  | 02   | 恋の炎                                        | かず翼       | 水森英夫     | 遠山敦            | CRCN-8502 |
| 110 | 2023年 8月23日  | 01   | ふたつの愛                                    | 木村竜蔵     | 木村竜蔵     | 遠山敦            | CRCN-8594 |
| 110 | 2023年 8月23日  | 02   | 当たり前のように                              | 原文彦       | 木村竜蔵     | 遠山敦            | CRCN-8594 |
| 111 | 2024年 9月25日  | 01   | これで良しとする                              | TAKURO       | 松本孝弘     | 松本孝弘 徳永暁人 | CRCN-8694 |
| 111 | 2024年 9月25日  | 02   | 華散れど月は輝く                              | TAKURO       | 松本孝弘     | 松本孝弘 徳永暁人 | CRCN-8694 |

#### デュエット・シングル
| 発売日          | デュエット | 曲順 | タイトル              | 作詞         | 作曲     | 編曲     | 規格品番 |
| --------------- | ---------- | ---- | --------------------- | ------------ | -------- | -------- | -------- |
| 1992年 10月21日 | 水前寺清子 | 01   | 女と男                | 三浦弘       | 三浦弘   | 竜崎孝路 | CRDN-148 |
| 1992年 10月21日 | -          | 02   | 雨無情 (歌：美川憲一) | たきのえいじ | 叶弦大   | 前田俊明 | CRDN-148 |
| 1993年 10月21日 | 瀬川瑛子   | 01   | ふたりが一番          | 秋元康       | 深大郷   | 竜崎孝路 | CRDN-205 |
| 1999年 1月21日  | イルカ     | 01   | 地上の愛              | イルカ       | イルカ   | 鈴木茂   | CRDN-583 |
| 1999年 11月10日 | 佳山明生   | 01   | 泣きながら夢を見て    | ちあき哲也   | 杉本真人 | 栗本修   | GRDE-18  |
| 2002年 12月5日  | 小林幸子   | 01   | 待ちわびて〜華王〜    | 紫ひろゆき   | 南エイジ | 南エイジ | CRDN-873 |

#### 企画シングル
- 美川憲一とザ・ヴァイパー名義[45]。

| 発売日          | 曲順 | タイトル               | 作詞              | 作曲     | 編曲     | 規格品番   |
| --------------- | ---- | ---------------------- | ----------------- | -------- | -------- | ---------- |
| 2019年 11月27日 | 01   | いいじゃない〜自由通り | 美川憲一 石原理酉 | 石原理酉 | 石原理酉 | CRCP-10437 |

### アルバム

#### オリジナル・アルバム
| 発売日         | タイトル                                               | 規格 | 規格品番    |
| -------------- | ------------------------------------------------------ | ---- | ----------- |
| 1968年11月     | 釧路の夜－美川憲一ヒット曲集－                         | LP   | GW-5051     |
| 1969年11月     | 女とバラ－美川憲一ゴールデン・ベスト・ヒット－         | LP   | GW-5106     |
| 1970年3月      | 女の意地－美川憲一女ごころをうたう－                   | LP   | GW-6008     |
| 1970年9月      | 美川憲一－柳ヶ瀬ブルースからみれん町まで－             | LP   | GW-9011〜12 |
| 1970年12月     | みれん町－美川憲一魅力のすべて－                       | LP   | GW-6026     |
| 1971年4月      | おんなの朝－美川憲一女ごころをうたう－                 | LP   | GW-6035     |
| 1971年9月      | 想い出おんな－美川憲一女ごころを唄う－                 | LP   | GW-6046     |
| 1971年12月     | 女ひとりで…－美川憲一女ごころを唄う－                  | LP   | GW-6060     |
| 1972年3月      | 別れの詩－美川憲一女ごころを唄う－                     | LP   | GW-7024Q    |
| 1972年5月      | お金をちょうだい・おんなの朝－美川憲一ベストヒット12－ | LP   | GW-6072     |
| 1972年8月      | 美川憲一 夜の街角で…－釧路から長崎まで－               | LP   | GW-6096     |
| 1972年12月     | 美川憲一－懐かしの歌 想い出の歌－                      | LP   | GW-6103     |
| 1973年6月      | 星占い HOROSCOPE 美川憲一女ごころをうたう              | LP   | GW-7054     |
| 1993年1月21日  | 星占い HOROSCOPE 美川憲一女ごころをうたう              | CD   | CRCN-20057  |
| 1974年10月     | 出逢い…そして別れ－美川憲一女ごころを唄う－            | LP   | GW-6163     |
| 1977年         | 美川憲一"御当地ソング"ベスト14                         | LP   | GW-6201     |
| 1991年6月21日  | GOLDEN PARADISE                                        | CD   | CRCN-20022  |
| 1992年3月16日  | 天衣無縫                                               | CD   | CRCN-20030  |
| 1992年8月21日  | Demande〜美川憲一 魅惑のシャンソン                     | CD   | CRCN-20035  |
| 1992年11月10日 | 美川憲一のオシャレなX'mas                              | CD   | CRCN-20056  |
| 1997年8月21日  | ブルース・女・夜                                       | CD   | CRCN-40269  |
| 2004年9月17日  | 人生はシネマのように                                   | CD   | CRCN-20304  |
| 2007年9月5日   | 古都情念〜女の情念を唄う〜                             | CD   | CRCN-41015  |
| 2009年6月3日   | ドラマチックシャンソン〜モンパルナスの肖像〜           | CD   | CRCN-41055  |
| 2018年8月29日  | ドラマチックシャンソン〜生きる〜                       | CD   | CRCN-41294  |

#### ライブ・アルバム
| 発売日 | タイトル                                | 規格 | 規格品番    |
| ------ | --------------------------------------- | ---- | ----------- |
| 1975年 | 歌手生活10周年記念 美川憲一リサイタル   | LP   | GW-2079〜80 |
| 1976年 | 女が階段をのぼるとき 美川憲一リサイタル | LP   | GW-6193     |

#### カバー・アルバム
| 発売日         | タイトル                            | 規格品番   |
| -------------- | ----------------------------------- | ---------- |
| 1992年10月21日 | スタンダード歌謡を歌う              | CRCN-40071 |
| 1993年4月21日  | 昭和名曲選I〜あの歌 この歌 想い出歌 | CRCN-20060 |
| 1999年9月1日   | 愛の讃歌〜越路吹雪さんに捧ぐ〜      | CRCN-20226 |

#### ベスト・アルバム
| 発売日         | タイトル                                       | 規格品番       |
| -------------- | ---------------------------------------------- | -------------- |
| 1989年2月21日  | 全曲集 柳ヶ瀬ブルース・よせよ                  | ZV-91          |
| 1989年10月21日 | 全曲集 てんで話にならないわ・柳ヶ瀬ブルース    | ZV-126         |
| 1990年3月21日  | 全曲集 あんた・てんで話にならないわ            | CRCN-40003     |
| 1991年10月23日 | 全曲集 駄目な時ゃダメよ・さそり座の女          | CRCN-40039     |
| 1992年6月21日  | 全曲集 火の鳥・さそり座の女                    | CRCN-40058     |
| 1992年11月5日  | 美川憲一 8&8                                   | CRCN-20051     |
| 1992年12月5日  | 全曲集 火の鳥・さそり座の女                    | CRCN-40080     |
| 1993年6月21日  | 美川憲一 決定盤〜うたかたの夢・柳ヶ瀬ブルース  | CRCN-20066     |
| 1993年11月21日 | 全曲集                                         | CRCN-40098     |
| 1994年5月21日  | ベスト16「昔あなたを愛した」「さそり座の女」   | CRCN-40117     |
| 1994年8月21日  | 歌手生活30周年記念盤 ツインCDスペシャル        | CRCN-40127〜28 |
| 1994年11月21日 | 全曲集「おだまり」「さそり座の女」             | CRCN-40141     |
| 1995年4月21日  | ベスト16 幸せになりたい・火の鳥                | CRCN-40172     |
| 1995年10月21日 | 全曲集 幸せになりたい・新潟ブルース            | CRCN-40190     |
| 1996年2月21日  | ベスト・コレクション－幸せになりたい・花冷え－ | CRCN-20115     |
| 1996年6月26日  | ベスト16〜北国夜曲・幸せになりたい〜           | CRCN-40215     |
| 1996年10月23日 | 全曲集 北国夜曲・さそり座の女                  | CRCN-40222     |
| 1997年2月26日  | ツインCDスペシャル 柳ヶ瀬ブルース〜慕情        | CRCN-40246〜27 |
| 1997年6月25日  | ベスト16 慕情・幸せになりたい                  | CRCN-40265     |
| 1997年10月22日 | 全曲集 慕情・北国夜曲                          | CRCN-40502     |
| 1998年3月4日   | ベスト35 別れの旅路・北国夜曲・さそり座の女    | CRCN-40531〜32 |
| 1998年5月21日  | ベスト16 別れの旅路・北国夜曲                  | CRCN-40561     |
| 1998年10月21日 | 全曲集 別れの旅路・HUN!                        | CRCN-40580     |
| 1999年3月18日  | ツイン・パック 女の翼・シェルブールの雨傘      | CRCN-40610〜11 |
| 1999年5月26日  | ベスト16 女の翼・慕情                          | CRCN-40614     |
| 1999年9月1日   | 美川憲一 8〈さそり座の女・慕情〉               | CRCN-20220     |
| 1999年10月21日 | 全曲集 永遠にバラの時を・女の翼                | CRCN-40636     |
| 2000年3月1日   | ツインパック 柳ヶ瀬ブルース・永遠にバラの時を  | CRCN-40657〜58 |
| 2000年5月24日  | ベスト16 東京ホテル・北国夜曲                  | CRCN-40666     |
| 2000年11月22日 | 全曲集 東京ホテル・さそり座の女                | CRCN-40702     |
| 2001年2月21日  | ツインパック 双子座生まれ・さそり座の女        | CRCN-40706〜07 |
| 2001年7月25日  | ベスト16 双子座生まれ・東京ホテル              | CRCN-40738     |
| 2001年10月24日 | 全曲集 恋女・柳ヶ瀬ブルース                    | CRCN-40750     |
| 2002年2月21日  | ツインパック                                   | CRCN-40771〜72 |
| 2002年5月22日  | ベスト16 女のひとりごと・時という名の岸辺で    | CRCN-40780     |
| 2002年10月23日 | 全曲集 湯沢の女・さそり座の女                  | CRCN-40796     |
| 2003年1月22日  | ツインパック 湯沢の女・柳ヶ瀬ブルース          | CRCN-40813〜14 |
| 2003年3月1日   | ベスト12【クラウン☆スターセレクション】        | CRCN-20270     |
| 2003年6月25日  | ベスト16                                       | CRCN-40822     |
| 2003年10月22日 | 全曲集 泣かんとこ・湯沢の女                    | CRCN-40840     |
| 2004年2月25日  | ツインパック 納沙布みれん・永遠にバラの時を    | CRCN-40853〜54 |
| 2004年5月21日  | ベスト16 納沙布みれん・時という名の岸辺で      | CRCN-40866     |
| 2004年10月21日 | 全曲集 納沙布みれん・さそり座の女              | CRCN-40878     |
| 2005年3月2日   | ツインパック 愛は煌めいて・赤坂ブルース        | CRCN-40903〜04 |
| 2005年6月22日  | これが聴きたい!美川憲一ベスト                  | CRCN-40920     |
| 2005年10月5日  | 全曲集 神威岬・さそり座の女                    | CRCN-40937     |
| 2005年12月22日 | 聴きたい!歌いたい!ベスト8&8                    | CRCN-20329     |
| 2006年1月11日  | ツイン・ベスト                                 | CRCN-40951〜52 |
| 2006年6月7日   | 特選集                                         | CRCN-40968     |
| 2006年11月8日  | 全曲集                                         | CRCN-40990     |
| 2007年1月10日  | ツイン・ベスト                                 | CRCN-41001〜02 |
| 2007年4月4日   | 旅情歌謡演歌ベスト                             | CRCN-41009     |
| 2007年11月7日  | 全曲集                                         | CRCN-41021     |
| 2008年3月5日   | ゴールドセレクション                           | CRCN-70003     |
| 2008年11月5日  | 全曲集                                         | CRCN-41042     |
| 2009年11月4日  | 全曲集 この青空の下で・さそり座の女            | CRCN-41064     |
| 2010年11月3日  | 全曲集 アカシア雨情・さそり座の女              | CRCN-41083     |
| 2011年11月2日  | 演歌三昧〜涙はキランの泉・さそり座の女〜       | CRCN-41099     |
| 2012年10月3日  | 全曲集〜金の月・柳ヶ瀬ブルース〜               | CRCN-41119     |
| 2013年10月2日  | 全曲集〜生きる・さそり座の女〜                 | CRCN-41138     |
| 2014年10月8日  | 全曲集〜さそり座の女・新潟ブルース〜           | CRCN-41175     |
| 2015年11月4日  | 全曲集〜雨がつれ去った恋・さそり座の女〜       | CRCN-41210     |
| 2016年9月7日   | 全曲集〜吾妻橋で待つ女・さそり座の女〜         | CRCN-41227     |
| 2018年5月2日   | ツインパック                                   | CRCN-41275〜76 |
| 2018年9月5日   | 全曲集〜春待ち坂・さそり座の女〜               | CRCN-41299     |
| 2019年10月2日  | 全曲集〜愛染橋を渡ります・さそり座の女〜       | CRCN-41336     |
| 2020年10月7日  | 全曲集〜夜の花・さそり座の女〜                 | CRCN-41353     |
| 2022年10月5日  | 全曲集〜別れてあげる・さそり座の女〜           | CRCN-41425〜26 |

#### 企画アルバム
| 発売日        | タイトル                                                     | 規格品番   |
| ------------- | ------------------------------------------------------------ | ---------- |
| 1991年1月21日 | 美川憲一の「お元気?」おもしろトークとヒット曲集              | CRCN-20015 |
| 1991年3月21日 | 美川憲一の「お元気?」PARTII おもしろトークとヒット曲集       | CRCN-20017 |
| 1991年7月21日 | 美川憲一の「おだまり!」からくちトークとヒット曲集            | CRCN-20023 |
| 1993年8月21日 | 美川憲一のいつも一生けんめい〜おもしろトーク&ヒット曲集Vol.1 | CRCN-20081 |

#### CD-BOX
| 発売日        | タイトル                                   | 規格品番       |
| ------------- | ------------------------------------------ | -------------- |
| 1996年10月9日 | 美川憲一大全集                             | CRCN-50050〜54 |
| 2024年12月4日 | 歌手生活60周年記念アルバム「歌いつづけて」 | CRCN-41513〜18 |

### 映像作品
| 発売日        | タイトル                                  | 規格 | 規格品番  |
| ------------- | ----------------------------------------- | ---- | --------- |
| 2002年12月5日 | 小林幸子VS美川憲一 二人だけの紅白歌合戦!! | DVD  | COBA-4204 |

### タイアップ曲
| 年     | 楽曲               | タイアップ                          |
| ------ | ------------------ | ----------------------------------- |
| 1993年 | ふたりが一番       | 黄桜・CMソング                      |
| 1999年 | 大変ね             | NHKドラマ「スキッと一心太助」主題歌 |
| 2002年 | 待ちわびて〜華王〜 | パチンコ「華王」テーマソング        |

## 著書
1. とにかく、読んで!時の流れのままに（1989年12月1日）
2. 芸能界 みんなおだまり!（1991年3月1日）
  - 美空ひばりとのエピソードなど
3. もっと元気だしなさいよ‼（1991年5月1日）
4. 真面目な本 − 今こそアタシの時代（1991年6月1日）
5. 本日開店!いまどきの悩み相談室 まとめて「面倒」みちゃうわよ（1991年7月1日）
6. 芸能界 大きなお世話よ!（1991年9月1日）
  - 「みんなおだまり!」第2弾
7. 美川流 ワタシいつも一生懸命よ（1994年3月1日）
  - 波乱な歌手生活を送る美川の自分史
8. 私のコト、みんな教えちゃうわ（1994年9月1日）
9. これでキレイにならなきゃウソよ!（2002年2月1日）
  - ダイエット本

## NHK紅白歌合戦出場歴
| 年度   | 放送回 | 回 | 曲目                      | 出演順 | 対戦相手                                                                       | 衣装・備考 |
| ------ | ------ | -- | ------------------------- | ------ | ------------------------------------------------------------------------------ | --- |
| 1968年 | 第19回 | 初 | 釧路の夜                  | 15/23  | 中村晃子                                                                       | |
| 1969年 | 第20回 | 2  | 女とバラ                  | 17/23  | 高田恭子                                                                       | |
| 1970年 | 第21回 | 3  | みれん町                  | 8/24   | 弘田三枝子                                                                     | |
| 1971年 | 第22回 | 4  | 想い出おんな              | 3/25   | 和田アキ子                                                                     | |
| 1972年 | 第23回 | 5  | 銀座・おんな・雨          | 14/23  | 藤圭子                                                                         | |
| 1973年 | 第24回 | 6  | さそり座の女              | 5/22   | 朱里エイコ                                                                     | |
| 1974年 | 第25回 | 7  | はしゃぎすぎたのね        | 11/25  | 山本リンダ                                                                     | カラスの羽を全面にあしらったタキシード（間奏の解説ではスーツと表現）。 |
| 1991年 | 第42回 | 8  | さそり座の女（2回目）     | 12/28  | Mi-Ke                                                                          | 17年ぶりの復帰。後半コロッケとデュエット。 衣装は白色で金色の刺繍が施されている。冠は赤色と金色。 |
| 1992年 | 第43回 | 9  | 火の鳥                    | 12/28  | 森高千里                                                                       | ピンクのドレスと白い毛皮を身にまとい登場する。 冠は全体的にダイヤモンドで作られてあり、頭の部分には大きなダイヤモンドが取り付けられている。                                                                                       |
| 1993年 | 第44回 | 10 | うたかたの夢              | 9/26   | DREAMS COME TRUE                                                               | 衣装テーマは京都千二百年王朝。 奈落から迫り上がり南流石と登場。24金とプラチナの糸を使用。 5万個のクリスタルをちばめてある。その上着は職人が130人もかかって織り上げた渾身の衣装。                                                  |
| 1994年 | 第45回 | 11 | おだまり                  | 20/25  | 小林幸子                                                                       | 衣装テーマは火の鳥。 黒色や緑色や紫色に光るスパンコールが取り付けてある衣装で登場。 後半に衣装を脱ぎ、赤色や金色に輝く衣装の登場。 最後に宙づりをし、「幸子、おだまり」と叫ぶ演出。                                               |
| 1995年 | 第46回 | 12 | 幸せになりたい            | 18/25  | 小林幸子（2）                                                                  | 衣装テーマは情熱。 21世紀に向けての情熱を表現したかった美川は色使いにこだわり、 虹色のドレスと頭に蓮の花がついている冠での登場。中盤に白いドレスに早変わりをする。                                                                |
| 1996年 | 第47回 | 13 | 北国夜曲                  | 17/25  | 森口博子                                                                       | 衣装テーマは光ファイバーのさそり座。 星座の素晴らしさを表現したかった美川は光ファイバーで光る衣装で登場。 衣装替えはしないが中盤にいろいろな星座に光るカーテンが出現する。                                                        |
| 1997年 | 第48回 | 14 | 慕情                      | 15/25  | 天童よしみ                                                                     | 衣装テーマは大天使ミカエル。 初めてプリンセス天功のイリュージョンを採り入れる。奈落から登場。 途中からダンサーと前を向きながら後退し階段へ。 一番を歌い終えるとイリュージョンで美川は大天使となり空中を羽ばたく。                 |
| 1998年 | 第49回 | 15 | 別れの旅路                | 13/25  | 華原朋美                                                                       | 衣装テーマはバロック調。 前年に引き続き2回目の天功イリュージョン。金色と赤い十字架の衣装で登場。 徐々に宙へ上がり裾を大きく広げ一番を歌い終わると暗闇で蝶々になるイリュージョン。                                                 |
| 1999年 | 第50回 | 16 | 永遠にバラの時を          | 20/27  | 川中美幸                                                                       | 衣装テーマは「永遠の美よ!クレオパトラ」。 3回目の天功イリュージョン。真っ赤なバラの衣装で奈落から迫り上がる。 ジェットに巻き込まれバラの香りを放つがイリュージョンにより、 金色のクレオパトラに早変わりし金色の乗り物に乗り登場。 |
| 2000年 | 第51回 | 17 | 東京ホテル                | 18/28  | 小柳ゆき                                                                       | 衣装テーマは「ドラゴンに乗って年を越すラストエンペラー」。 4回目の天功イリュージョン。前半は肩にドラゴンを乗せた金色と黒の衣装。 間奏に衣装替えし坪ごと潰されイリュージョンによりドラゴンの上で歌唱。                             |
| 2001年 | 第52回 | 18 | 恋女                      | 23/27  | 森昌子                                                                         | 衣装テーマは「空飛ぶペガサス」。 5回目の天功イリュージョン。黒い羽の衣装から赤い衣装に着替えイリュージョン。 最後は騎士の様な衣装になりペガサスに乗って歌唱、ペガサスは宙を舞う。                                                 |
| 2002年 | 第53回 | 19 | 湯沢の女                  | 19/27  | 小林幸子（3）                                                                  | 最初は着物だが、間奏で大きなカーテンが美川を隠し、 2番を歌唱するときには電飾で光るドレスにチェンジしている。 当日美川がつけていた宝石は三億円。 「来年も頑張んないとつつくわよ〜」                                                |
| 2003年 | 第54回 | 20 | さそり座の女2003（3回目） | 21/30  | 小林幸子（4）                                                                  | 衣装テーマはアラビアン。赤いドレスで登場。 間奏で美川を囲う輪が回転し美川を隠し白いドレスに早着替え、 羽が生え最後にはドレスの電飾が光り輝く。                                                                                    |
| 2004年 | 第55回 | 21 | 納沙布みれん              | 9/28   | Every Little Thing                                                             | ゴシック調の球体が開き美川が登場する。 球体はそのまま大きな羽になる。羽は電飾がついた装置で間奏では虹色に輝く。 美川も衣装チェンジし赤い衣装になる。そのまま装置は赤く輝く。                                                      |
| 2005年 | 第56回 | 22 | 愛の讃歌                  | 9/29   | 倉木麻衣                                                                       | 越路吹雪への思いを込めての歌唱。 衣装は黒いドレスで、上からファーを羽織っていた。またこの年から機械仕掛けの衣装ではなくなる。 |
| 2006年 | 第57回 | 23 | さそり座の女2006（4回目） | 9/27   | 大塚愛                                                                         | オペラバージョン。 孔雀の衣装から金色の衣装に着替える。 すると衣装の下に衣装の裾と合体したドレスを着たダンサーが居りドレスを広げる。 真島茂樹が振り付け。                                                                         |
| 2007年 | 第58回 | 24 | さそり座の女2007（5回目） | 1/27   | ハロー!プロジェクト 10周年記念紅白スペシャル隊 モーニング娘。/Berryz工房/℃-ute | パラパラバージョン。トップバッター最年長記録（当時61歳）。 銀色の衣装で御輿に乗り登場。間奏に赤い衣装に衣装に着替え真島茂樹、IKKOが登場。 赤い尻尾はステージ中に広がりステージを赤に染める。                                      |
| 2008年 | 第59回 | 25 | さそり座の女2008（6回目） | 2/26   | GIRL NEXT DOOR                                                                 | サンババージョン。 前半は映像とダンサーで宇宙を表現する。美川はシルバーの衣装で歌唱。 間奏にはるな愛が登場し美川はゴールドの衣装に早着替えし100人のダンサーがサンバを踊る。 最後にIKKOが登場。                                    |
| 2009年 | 第60回 | 26 | さそり座の女2009（7回目） | 8/25   | 天童よしみ（2）                                                                | インド風バージョン。 前半は紫と黒の羽が付いた衣装で歌唱。途中にはるな愛、IKKOが現れ踊る。 間奏に映像で「トゥース」を連呼するオードリーの春日俊彰が登場。 美川は金色と水色の衣装に着替え春日は歩き回る。                           |

- 対戦相手の歌手名の()内の数字はその歌手との対戦回数、備考のトリ等の次にある()はトリ等を務めた回数を表す。
- 曲名の後の（○回目）は紅白で披露された回数を表す。
- 出演順は「（出演順）／（出場者数）」で表す。

## 出演歴

### テレビバラエティ
（☆は不定期出演）
- てなもんや三度笠　第250話 「深川の脱走」（1967年、朝日放送）
- NHK紅白歌合戦（1968 - 1974年、1991年 - 2009年、NHK総合・ラジオ第1）
- ☆NHKのど自慢（NHK総合・ラジオ第1・FM[46]）
- 年忘れにっぽんの歌（テレビ東京）
- 春祭りにっぽんの歌
- 夏祭りにっぽんの歌
- ☆BS日本のうた
- ☆洋子の演歌一直線
- ☆演歌百選
- 夜も一生けんめい。（日本テレビ）
- 極楽スタジアム（日本テレビ）
- ☆クイズ世界はSHOW by ショーバイ!!（日本テレビ）
- そんなコロッケな!?（TBS）
- カッ飛び!花マル塾（テレビ朝日）
- ぷるるんクニクニ島（TBS）
- ☆クイズ!年の差なんて（フジテレビ）
- ☆なるほど!ザ・ワールド（フジテレビ）
- 愛する二人別れる二人（フジテレビ、司会）
- ☆ライオンのいただきます（フジテレビ）
- ☆ライオンのごきげんよう（フジテレビ）

1991年1月7日〜1月11日　第1回ゲストで初めての歌のゲスト
- 火曜ワイドスペシャル（フジテレビ）
- 世界の超豪華・珍品料理（1991年 - 1998年、フジテレビ）

準レギュラー　常連としてさまざまな芸能人とコンビを組んで最終回まで毎年のように出演し、食用蛇やラクダの肉、食用蜂、激辛料理等を食していた
- ものまね王座決定戦（1991年 - 1994年、フジテレビ）

審査員担当　先述の珍品料理と同スタッフからかこちらも顕著に出演していた
- 火・曜・特・番!! 美川・デヴィのケンカはダメよ!（フジテレビ）
- となりのココロ（フジテレビ）
- 男と女!!雨のち晴（フジテレビ）
- 月曜特番 美川憲一のどこがオバサンよ（フジテレビ）
- 突然ですが占ってもいいですか？（フジテレビ）[47]
- あけすけ（日本テレビ）
- う!ウマいんです。（フジテレビ）
- 徳光和夫の感動再会"逢いたい"（TBS）
- Dのゲキジョー 〜運命のジャッジ〜（フジテレビ）
- 独占!金曜日の告白（フジテレビ）
- ぶらぶらサタデー 美川憲一&はるな愛のぶらり旅（フジテレビ）
- 美川屋本舗（テレビ東京）

ボビー・オロゴンとの共演。
- ☆徹子の部屋（テレビ朝日）

2015年10月はコロッケと出演、2017年8月にも出演。
2018年、骨折を経験してから約一ヶ月後となる3月に車椅子で出演。また8月にも出演し「愛の讃歌」を歌唱した。
同年10月にはゲスト奥村チヨに美川はVTR、佐良直美は手紙でメッセージを送った。
- みんなの県民SONG!（歌謡ポップスチャンネル）（2013年 -、WOWOW）

様々な都道府県を美川とゲストが訪れ、その土地の人々が愛する歌「県民SONG」を徹底調査する音楽旅番組。番組の最後には出演した県民を美川とゲストで行うオリジナルスペシャルライブに招待する。
◇第1弾 〜新潟うた旅情編〜（2013年9月OA）
ゲスト：「島崎和歌子」
スペシャルライブを美川と島崎で開催。
◇第2弾 〜兵庫うた旅情編〜（2014年11月OA）
ゲスト：「森口博子」
スペシャルライブを美川と森口で開催。
◇第3弾 〜北海道うた旅情編〜（2015年3月OA）
ゲスト：「原口あきまさ」
上記にあるさっぽろ雪まつり2015にて特設ステージでスペシャルライブを開催した。
◇第4弾 〜金沢うた旅情編〜（2015年7月OA）
ゲスト：「テツandトモ」
スペシャルライブを美川とテツandトモで開催。
◇第5弾 〜名古屋うた旅情編〜（2015年12月OA）
ゲスト：「城之内早苗」
名古屋女子大学文化祭内のファッションショーにスペシャルゲスト出演。
スペシャルライブを美川と城之内で開催。
◇第6弾 〜愛媛うた旅情編〜（2016年8月OA）
ゲスト：「三船美佳」
スペシャルライブを開催。三船は歌唱初披露。
◇第7弾 〜秋田うた旅情編〜（2017年6月OA）
ゲスト：「森口博子」
スペシャルライブを美川と森口で開催。
◇第8弾 〜大分うた旅情編〜（2018年1月OA）
ゲスト：「テツandトモ」
スペシャルライブを美川とテツandトモで開催。
◇第9弾 〜島根うた旅情編〜（2018年8月OA）
ゲスト：「徳永ゆうき」
スペシャルライブを美川と徳永で開催。
- あなたが出会った昭和の名曲（2017年- 2019年、日本BS放送）

2月15日の放送からの新コーナー「2人のショータイム!」で伍代夏子と共に最初の出演者となった。
10月4日の放送では「ドラマチック歌謡曲スペシャル」と題した企画で各出演者が女の情念を歌ったヒット曲をカバーした。美川はナレーションを務めながら自身の楽曲である「三面記事の女」、「軽蔑」を披露した。番組最後には「新潟ブルース」の歌唱で締めた。

### テレビドラマ作品
- 新吾十番勝負 第30話「旅は青空」（1967年、TBS / 松竹テレビ室）- 健太
- 特別機動捜査隊 第353話「年上の女」（1968年、NET / 東映テレビプロ） - 本人役(特別出演)
- 月曜ドラマスペシャル 愛の痛み（1990年12月24日、TBS）
- 金曜エンタテイメント（フジテレビ） 
  - おだまりコンビ 芸能界殺しのパズル（1999年6月18日）- 岬倫太郎 役
  - おだまりコンビ2 芸能界殺しのシナリオ あの最強コンビが帰ってきた（2000年2月25日）
  - おだまりコンビ3 芸能界殺しのオルゴール （2000年10月6日）
  - おだまりコンビ4 芸能界・殺しの輪舞 （2002年2月15日）
- 危ネェ二人・占い師・伊吹圭の事件ファイル（2005年11月18日、フジテレビ）
- 午後の名作ドラマ劇場 黒蠍（BSフジ）

おだまりコンビシリーズと同じ岬倫太郎役だが設定が大幅に変更追加されている。
- 越路吹雪物語（テレビ朝日）

2018年1月よりスタートする帯ドラマの直前スペシャルに出演。
さらに本放送の第54話にて若き日の美川憲一本人役として出演を果たす。

### コマーシャル・フィルム
- 大日本除虫菊（金鳥）「タンスにゴン」[48]

共演：ちあきなおみ
- カーコンビニ倶楽部、ヤマト車検

共演：神田うの
- 株式会社クレハ「NEWクレラップ」
- 共立美容外科

声のみで出演
- アイダ設計「555万円の家 -777万円で家が建つ- 888万円のアパート」
- 黄桜酒造
- 日本民間放送連盟
- 第一興商「ザ・パーク」[49]

### WEB
- トラベルスタンダードジャパン-海外専門の旅行会社でのADキャラクター

### 映画
- 柳ヶ瀬ブルース（1968年／東映） − 流し
- 釧路の夜（1968年／松竹） - 藤慎一 役
- わが命の唄 艶歌（1968年/日活）
- 霧のバラード (1969年、松竹)
- 海はふりむかない（1969年／松竹） - 流しの演歌師
- おんなの朝（1971年／松竹） − 皆川憲一 役
- どついたるねん（1989年） - 北山次郎 役
- 新・極道の妻(おんな)たち 惚れたら地獄（1994年）
- 二代目はニューハーフ（2013年） - バーのママ ※特別出演

### 舞台
- 座長公演「美川憲一のおだまり!劇場」（2013年、中日劇場）

## コンサート、リサイタル、ショー、公演、イベント
- 1969年　浅草国際劇場ワンマンショー
- 1975年　NHKホール初リサイタル
- 1975年　デビュー10周年記念リサイタル（NHKホール）
- 1980年　デビュー15周年記念（秋に主要都市6ヶ所）
- 1985年　（20周年記念リサイタル）未開催
- 1990年　デビュー25周年記念リサイタル（郵便貯金会館（東京？））
- 1994年　30周年スペシャルコンサート全国32ヶ所
- 1994年　芸能生活30周年記念リサイタル（NHKホール）
- 1999年　平成11年　民音主催シャンソン記念特別公演（3日間）
- 1999年　芸能生活35周年記念リサイタル（NHKホール）
- 2001年　民音主催　美川憲一ドラマチックシャンソン公演（大阪シアタードラマシティ、東京シアターコクーン）
- 2003年　ドラマチックシャンソン2003（ルテアトル銀座）
- 2005年　ドラマチックシャンソン2005（ルテアトル銀座）
- 2006年　ドラマチックシャンソン2006 ～パリはシャンパン～（ルテアトル銀座）
- 2007年　ドラマチックシャンソン2007（ルテアトル銀座）
- 2008年　ドラマチックシャンソン2008（ルテアトル銀座）
- 2009年　ドラマチックシャンソン2009（ルテアトル銀座）
- 2016年　ミカワ仮面としてアイドル「仮面女子」とのコラボ
  - 4月18日、仮面女子常設劇場P.A.R.M.S、ハイタッチ会
  - 7月25日、由比ヶ浜海岸に夏期限定オープン海の家ライブハウス「音霊OTODAMA SEA STUDIO」にて開催された「美川憲一 OTODAMA ONE NIGHT SPECIAL LIVE!」、美川の通常曲「吾妻橋で待つ女」、「さそり座の女」、「お金をちょうだい」などを披露し、最後に「ミカワ仮面」として歌唱。
- 2017年1月22日　自身初の米国・ロサンゼルス（南部の町トーランスのアームストロング劇場）でコンサート開催。
- 2018年5月13日　ブラジル・サンパウロ「第２回チャリティーコンサート」（文協大講堂、WILL株式会社 主催）メインゲスト（日系福祉施設を13・14日に慰問）
- 2018年「ぎふ柳ヶ瀬 夏まつり」
- 2019年6月4日　「歌手生活55周年記念コンサート〜歌いつづけて〜」（東京・中野サンプラザ）新曲「愛染橋を渡ります」など22曲歌唱。同公演を皮切りに主要都市8ケ所を巡るツアー開催。
- 2019年6月23日　「GO！GO！憲ちゃん！おめでとうデビュー55周年」岐阜市柳ヶ瀬商店街のぎふ葵劇場にて。（岐阜県唯一の大衆演劇劇団「葵一門 劇団舞姫」の演舞と美川のライブの二部構成・「さそり座の女」歌唱の際は座長・葵好太郎との舞踊コラボ。ライブ終盤に柴橋正直岐阜市長がステージ上で謝辞。）

- 2019年10月4日、5日、6日　「ドラマチックシャンソンコンサート」（1999年から開始の同コンサート20周年記念公演。芝居を取り入れた特別興行。
- 2021年9月8日「美川憲一コンサート2021～今だからこそ私は歌う～」（中野サンプラザ）※同公演は6月23日に開催予定だったが、新型コロナウイルス感染拡大により延期されていたが、2年ぶりのソロコンサートとして開催。新曲「こころに花を」など20曲を歌唱[50][51]。
- 2022年6月「美川憲一コンサート2022 こころに花を」（中野サンプラザ）[34]
- 2022年7月「ぎふ柳ヶ瀬夏まつり～ようこそ昭和シネマの世界へ～」三年ぶりの凱旋。ロイヤル劇場では歌謡ショー、柳ヶ瀬商店街の髙島屋前では映画トークショーにそれぞれ出演[52]。
- 2022年10月「美川憲一ドラマチックシャンソン2022」コロナの影響で3年ぶりとなる開催。本公演で21回目を迎える。朗読を取り入れるなど例年と趣向を変えた演出で、菊池章子の曲「星の流れに」、反戦歌「インシャラ―」など15曲を歌唱[53]。
- 2023年4月23日　「東京レインボープライド2023」（東京代々木公園）初参加にしてヘッドライナー（大トリ）出演。野外ステージで「こころに花を」など5曲を歌唱[54]。
- 2023年5月14日　「LALALA祭 withラーメン横丁」（ロサンゼルス在住の日本人向け日本語フリー情報誌「Weekly LALALA」創刊20周年の記念イベント）テリー伊藤や鈴木一真と共にトークゲスト出演。現地ロスの野外ステージにて「さそり座の女」など歌唱[55]。
- 2023年6月7日　「美川憲一コンサート2023～あなたへ愛の讃歌～」（会場：LINE CUBE SHIBUYA）。同会場の建て替えこけら落とし公演。「愛の讃歌」「こころに花を」など20曲を歌唱[35][36]。
- 2023年7月　コロッケとのジョイントコンサートツアーを3年半ぶりに再開。

## ミカワガールズ(仮)
ミカワガールズ(仮)（みかわがーるずかっこかり）は、日本の5人組アイドルグループ。
オフィスミカワプロデュースにて美川憲一プロデュースを勝ち取るために活動を行う練習生ユニット。美川は仮プロデューサー。本拠地は東京都。

### メンバー
- 二宮 笑優（にのみや えみゆ）
- ゆんゆん
- 向井 あゆな（むかい あゆな）
- 渡辺 守彬（わたなべ まあや）
- 松那 優亜（まつな ゆあ）